# مهير أوكتاي
مهير أوكتاي (بالتركية: Muhayer Oktay)‏ هو لاعب كرة قدم تركي في مركز الوسط، ولد في 28 أبريل 1999 في هاغن في ألمانيا. لعب مع فورتونا دوسلدورف.

## وصلات خارجية
- مهير أوكتاي على موقع اتحاد تركيا (لاعب) (الإنجليزية)
- مهير أوكتاي على موقع قاعدة بيانات كرة القدم.إي يو (الإنجليزية)
- مهير أوكتاي على موقع Soccerway.com (الإنجليزية)
- مهير أوكتاي على موقع عالم كرة القدم.نت (الإنجليزية)